# 亞歷山大·戈洛溫
亞歷山大·谢尔盖耶维奇·戈洛温（俄語：Александр Сергеевич Головин，發音：[ɐlʲɪˈksandr sʲɪrˈgʲe(j)ɪvʲɪtɕ gəlɐˈvʲin]；1996年5月30日—），是一名俄羅斯職業足球員，現時效力法國甲組足球聯賽球會摩納哥和俄羅斯國家足球隊。司職中場。

## 球會生涯
2015年3月14日，戈洛温於俄羅斯超級足球聯賽首次上陣，對手為摩度維亞薩蘭斯克。2016年12月2日，戈洛温與莫斯科中央陆军簽訂一份新合約，年期直至2020-21賽季。

## 國家隊生涯
戈洛温於2013年跟隨俄羅斯 U17贏得2013年歐洲U-17足球錦標賽冠軍，他亦參與了2013年國際足協U-17世界盃，但俄羅斯 U17於十六強止步。2015年，戈洛温跟隨俄羅斯 U19參加2015年歐洲U-17足球錦標賽，但球隊於決賽以2比0不敵西班牙 U19，無緣奪冠。
2015年6月7日，戈洛温在對陣白俄羅斯國家足球隊時，首次代表國家隊上陣。他在第61分鐘後備入替，於上陣16分鐘後攻入效力國家隊時的首個入球，協助球隊以4比2勝出。
2018年5月11日，高路雲被列入俄羅斯參加2018年世界盃的初選名單。6月3日，他被列入最終的23人大軍名單。6月14日，高路雲在世界盃開幕戰對陣沙特阿拉伯國家足球隊時攻入1球，並交出2次助攻，助球隊以5比0大勝對手。

## 生涯統計

### 球會
截至2018年6月14日
| 球會           | 賽季        | 聯賽               | 聯賽 | 聯賽 | 盃賽 | 盃賽 | 洲際賽事 | 洲際賽事 | 其他 | 其他 | 總計 | 總計 |
| 球會           | 賽季        | 聯賽               | 出場 | 入球 | 出場 | 入球 | 出場     | 入球     | 出場 | 入球 | 出場 | 入球 |
| -------------- | ----------- | ------------------ | ---- | ---- | ---- | ---- | -------- | -------- | ---- | ---- | ---- | ---- |
| 莫斯科中央陆军 | 2014-15賽季 | 俄羅斯超級足球聯賽 | 7    | 0    | 3    | 0    | 0        | 0        | -    | -    | 10   | 0    |
| 莫斯科中央陆军 | 2015-16賽季 | 俄羅斯超級足球聯賽 | 17   | 1    | 2    | 0    | 2        | 0        | -    | -    | 21   | 1    |
| 莫斯科中央陆军 | 2016-17賽季 | 俄羅斯超級足球聯賽 | 30   | 3    | 0    | 0    | 6        | 0        | 1    | 0    | 37   | 3    |
| 莫斯科中央陆军 | 2017-18賽季 | 俄羅斯超級足球聯賽 | 27   | 5    | 1    | 0    | 15       | 2        | –    | –    | 43   | 7    |
| 莫斯科中央陆军 | 總計        | 總計               | 81   | 9    | 8    | 2    | 23       | 2        | 1    | 0    | 113  | 13   |
| 生涯總計       | 生涯總計    | 生涯總計           | 81   | 9    | 8    | 2    | 23       | 2        | 1    | 0    | 113  | 13   |

### 國家隊上陣次數

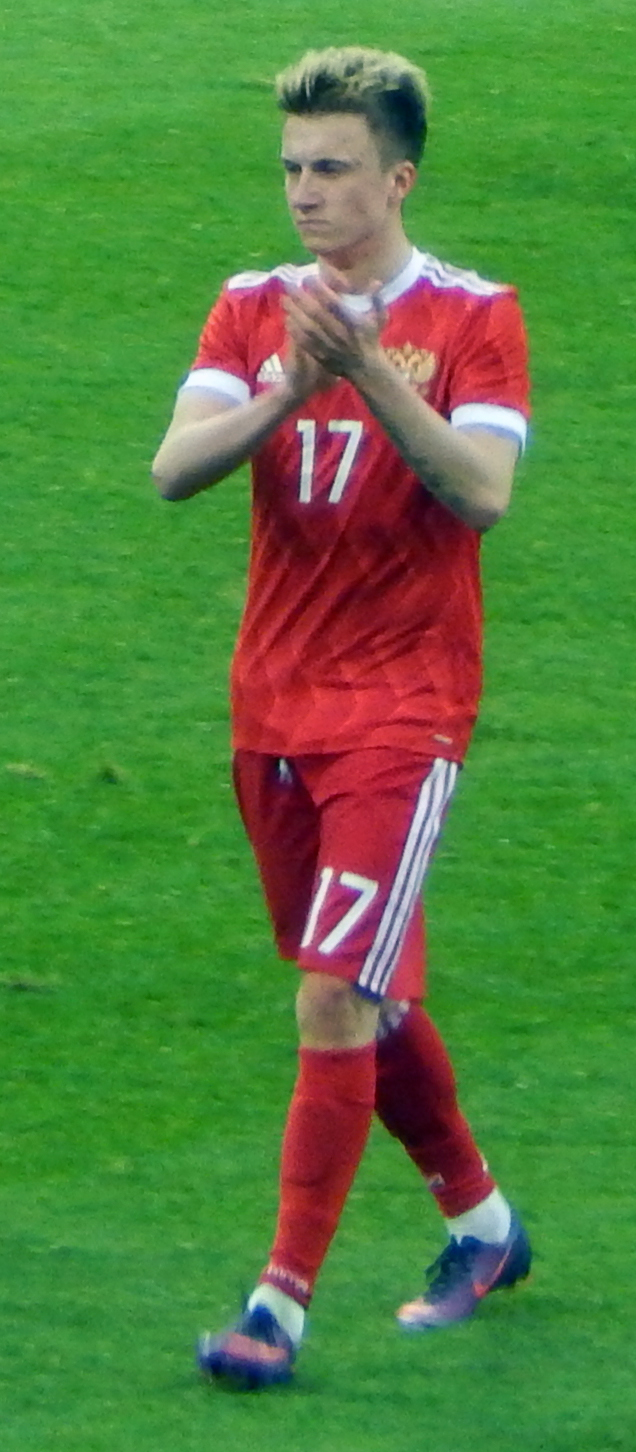
2017年，為俄羅斯國家足球隊上陣時的戈洛温

截至2019年11月19日
| 國家隊           | 年份 | 出場 | 入球 |
| ---------------- | ---- | ---- | ---- |
| 俄羅斯國家足球隊 | 2015 | 1    | 1    |
| 俄羅斯國家足球隊 | 2016 | 7    | 1    |
| 俄羅斯國家足球隊 | 2017 | 7    | 0    |
| 俄羅斯國家足球隊 | 2018 | 10   | 1    |
| 俄羅斯國家足球隊 | 2019 | 8    | 2    |
| 總計             | 總計 | 33   | 5    |

### 國家隊入球
俄羅斯的比數及入球列前。
| #  | 日期           | 地點                           | 對手         | 入球 | 比數 | 比賽   |
| -- | -------------- | ------------------------------ | ------------ | ---- | ---- | ------ |
| 1. | 2015年6月7日   | 俄羅斯，希姆基，希姆基球場     | 白俄羅斯     | 2–0  | 4–2  | 友誼賽 |
| 2. | 2016年3月26日  | 俄羅斯，莫斯科，斯巴達克體育場 | 立陶宛       | 2–0  | 3–0  | 友誼賽 |
| 3. | 2018年6月14日  | 俄羅斯，莫斯科，盧日尼基體育場 | 沙烏地阿拉伯 | 5–0  | 5–0  | 分組賽 |
| 4. | 2019年10月10日 | 俄羅斯，莫斯科，盧日尼基體育場 | 苏格兰       | 4–0  | 4–0  | 排位賽 |
| 5. | 2019年10月13日 | 塞浦路斯，尼科西亚，GSP體育場  | 賽普勒斯     | 4–0  | 5–0  | 排位賽 |

## 榮譽

### 球會
莫斯科中央陆军
- 俄羅斯超級足球聯賽冠軍：2015-16賽季（英语：2015–16 Russian Premier League）

### 國家隊
俄羅斯 U17
- 歐洲U-17足球錦標賽冠軍：2013年（英语：2013 UEFA European Under-17 Championship）

## 外部連結
- Soccerway資料庫：亞歷山大·戈洛溫
- 亞歷山大·戈洛温於莫斯科中央陸軍官方網站上的資料
- 亞歷山大·戈洛温（页面存档备份，存于）於俄羅斯超級足球聯賽官方網站上的資料